# Part II
Part II jest drugą częścią albumu Kings of Crunk. Jest to szósty studyjny album grupy muzycznej Lil Jon & the East Side Boyz.

## Lista utworów
Opracowano na podstawie źródła.
1. "Get Low" [Remix] (feat. Ying Yang Twins, Elephant Man, & Busta Rhymes)
2. "Get Low" (Merengue Mix) (feat. Ying Yang Twins & Pitbull)
3. "Get Your Weight Up "(feat. T.I. & 8Ball)
4. "Throw It Up" [Remix] (feat. Pastor Troy & Young Buck)
5. "Put Yo Hood Up' [Remix] (feat. Jadakiss, Petey Pablo & Chyna White)
6. "What They Want" (feat. Chyna Whyte & Ying Yang Twins)
7. "Dirty Dancin"  (feat. Oobie)
8. "Get Low" [*][Multimedia Track]
9. "Play No Games" [*][Multimedia Track]
10. "I Don't Give a Fuck" [*][Multimedia Track]
11. "Put Yo Hood Up" [*][Multimedia Track]
12. "Bia Bia" [*][Multimedia Track]
13. "I Like Dem Girlz" [*][Multimedia Track]
14. "Behind the Scenes with the Kings of Crunk" [*][Multimedia Track]